# Kinlochaline Castle
Kinlochaline Castle ist eine Festung auf dem Anwesen Ardtornish in Morvern in der schottischen Council Area Highland. Die Niederungsburg aus dem 12. Jahrhundert wird im Schottisch-gälischen auch Caisteal an Ime (dt.: Butterburg) genannt, weil eine Lady aus dem Clan MacInnes, Dubh Chal (dt.: Lady des schwarzen Schleiers), den Baumeister mit Butter, deren Volumen dem der Burg entsprach, bezahlt haben soll.

## Beschreibung
Kinlochaline Castle liegt an einem Ende des Loch Aline in einer strategisch günstigen Lage für die Küstenverteidigung. Der Turm ist vier Stockwerke hoch, bedeckt eine Grundfläche von 13,07 Metern × 10,34 Metern und hat Mauern aus 3 Meter dicken Blöcken seltenen Sandsteins.

## Geschichte
Die Burg wurde 1644 niedergebrannt, als sie von Alasdair MacColla während des Krieges der drei Königreiche belagert wurde. 1679 wurde die Burg von Archibald Campbell, 9. Earl of Argyll, im Zuge einer Fehde angegriffen. Um 1690 wurde Kinlochaline Castle aufgegeben.
Der Wiederaufbau der Burg Ende der 1990er-Jahre wurde von Historic Scotland beaufsichtigt. Heute ist sie ein Wohnhaus. Historic Scotland hat sie als historisches Bauwerk der Kategorie B gelistet.